# Häxprocessen i Härnösand och Säbrå
Häxprocessen i Härnösand och Säbrå ägde rum i Härnösand mellan april 1673 och januari 1675 under det stora oväsendet.
Den resulterade i att 100 personer åtalades och fyrtio personer (36 kvinnor och 4 män) avrättades. Det var den näst största häxprocessen under det stora oväsendet; efter häxprocessen i Torsåker.

## Historik
Ångermanland och Gästrikland plågades vid denna tid av hunger och missväxt. 
Petrus Steuchius, som förordnades till den förste superintendenten (biskop) i Härnösands stift 1647, var utbildad i Tyskland, där Europas värsta häxförföljelser pågick, och det är känt att han var övertygad om häxors existens. Han skulle tillsammans med sin son Mattias Steuchius få en ledande roll i häxprocessen tillsammans med fogden Knut Ingelsson Björnklo och ett antal lärare på läroverket.  
I kyrkorna hölls predikningar som skyllde den pågående hungersnöden på trolldom. 
I mars 1674 utsågs en trolldomskommission, den största under häxjakten. 
Den delades i två i december: den norra under Jöns Wallvik, och den södra under Johan Axehielm.
Häxprocessen började i april 1673, då förhöret av pigan Karin Larsdotter inleddes. Barnvittnena utfrågades efter ett färdigt formulär, och uppges ha blivit "illa hanterade" av föräldrar och präster. 
I Härnösand anklagades 100 personer (77 från Säbrå) av 175 barn för att ha fört dem till Blåkulla.
Föräldrarna skrev ett brev till trolldomskommissionen att om häxorna inte dödades, så måste barnen dödas, hellre än att låta dem föras till Satan.
De anklagade satt fängslade i dåvarande rådhuset i den så kallade ”Kistan”, en arrest- och tortyrkammare i källaren. 
Nästan 1500 förhör uppskattades ha hållits, av vilka 365 var med barn. Vid oktober 1674 hade 102 personer från Härnösand och Säbrå blivit anklagade. Bland de anklagade fanns systrarna Elisabeth Målares och Mosis Britta. 
Fyrtio personer dömdes till döden (30 från Säbrå), varav två gravida kvinnor som fick avrättas i januari efter förlossningen.
Den 18 november 1674 avrättades åtta kvinnor i Härnösand; ytterligare två fick sina avrättningar uppskjutna på grund av graviditet. I Säbrå avrättas 30 personer: 26 kvinnor och fyra män, i december 1674. I januari 1675 avrättades de två återstående kvinnor som tidigare fått sin avrättningen uppskjuten på grund av graviditet i Härnösand. Metoden för avrättningen var halshuggning följt av bränning av kvarlevorna på bål. 
Det är okänt var avrättningarna ägde rum. I Säbrå nämns Stigsberget, norr om Säbrå kyrka, vid vägskälet mellan Norrstig och norra infarten till Härnösand. I Härnösand förmodas de ha avrättats vid Brännan.
Om avrättningen i Härnösand uppges, att: 
»13 bål uppsattes icke långt från staden, berättade barnen, att häxorna där sammankommo, och att satan lät den ena trollpackan med yxan afrätta den andra, men genast tillstadde hvarje trollpacka, som afrättad blifvit, att oskadd uppstiga, försäkrandes dem, att det skulle lika så ske, när mäster mannen sitt ämbete förrättade».

## De dömda
De avrättade i Härnösand och Säbrå
1. Elisabeth Målares
2. Mosis Brita
3. Ytterligare 38 personer